# Лиузоя
Ли́узо́я (фин. Liusoja) — ручей в России, протекает по территории Найстенъярвского сельского поселения Суоярвского района Карелии. Длина ручья — 12 км.
Ручей берёт начало из ламбины Хаукилампи и далее течёт преимущественно в юго-западном направлении по заболоченной местности.
Ручей в общей сложности имеет два притока суммарной длиной 6,0 км.
Впадает в реку Тарасйоки на высоте 162,0 м над уровнем моря.
Населённые пункты на ручье отсутствуют.
Код объекта в государственном водном реестре — 01040100112202000014254.